# Treizième district congressionnel de l'Ohio
Le 13e district congressionnel de l'Ohio est représenté par la Démocrate Emilia Sykes. En raison de la redistribution à la suite du recensement des États-Unis de 2010, l'Ohio a perdu ses 17e et 18e districts, ce qui a nécessité un redessinage des limites des districts. À la suite des élections de 2012, le 13e district a été modifié pour englober une grande partie du territoire de l'ancien 17e district, y compris la ville de Youngstown et les zones à l'est d'Akron.
C'était l'un des nombreux districts contestés dans un procès en 2018 visant à renverser la carte congressionnelle de l'Ohio en tant que gerrymandering inconstitutionnel. Selon le procès, le 13e ressemble à une « pièce de puzzle » qui tend la main pour s'emparer de la partie d'Akron non prise en charge par le 13e district basé à Cleveland.
De 2003 à 2013, le district s'étendait de Lorain pour inclure une partie d'Akron, englobant également les zones suburbaines intermédiaires.
Au cours du cycle de redécoupage de 2020, l'Ohio a perdu son 16e district et ce district a été redessiné pour inclure tout le Comté de Summit et des parties de Stark et du Comté de Portage, y compris Canton, North Canton et des parties de Massillon, tandis que Youngstown a été retiré du district.

## Historique de vote

### Résultats sous les frontières actuelles (depuis 2023)[3]
| Année | Poste      | Résultats               |
| ----- | ---------- | ----------------------- |
| 2016  | Président  | Clinton 48,9 % - 46,8 % |
| 2016  | Sénat      | Portman 52,4 % - 42,1 % |
| 2018  | Sénat      | Brown 57,8 % - 42,2 %   |
| 2018  | Gouverneur | Cordray 52,2 % - 44,8 % |
| 2020  | Président  | Biden 50,7 % - 47,9 %   |

## Liste des Représentants du district
| Membre                           | Parti                 | Années                            | Congrès        | Histoire électorale |
| -------------------------------- | --------------------- | --------------------------------- | -------------- | --- |
| District établit le 4 mars 1823  |                       |                                   |                | |
| Elisha Whittlesey (en)           | Républicain-Démocrate | 4 mars 1823 - 3 mars 1825         | 18e - 22e      | Élu en 1822. Réélu en 1824. Réélu en 1826. Réélu en 1828. Réélu en 1830. Redécoupage vers le 16e district.                                                               |
| Elisha Whittlesey (en)           | Anti-Jacksonien       | 4 mars 1825 - 3 mars 1833         | 18e - 22e      | Élu en 1822. Réélu en 1824. Réélu en 1826. Réélu en 1828. Réélu en 1830. Redécoupage vers le 16e district.                                                               |
| David Spangler (en)              | Anti-Jacksonien       | 4 mars 1833 - 3 mars 1837         | 23e , 24e      | Élu en 1832. Réélu en 1834. |
| Daniel Parkhurst Leadbetter (en) | Démocrate             | 4 mars 1837 - 3 mars 1841         | 25e , 26e      | Élu en 1836. Réélu en 1838. |
| James Mathews (en)               | Démocrate             | 4 mars 1837 - 3 mars 1841         | 27e            | Élu en 1840. Redécoupage vers le 16e district. |
| Perley B. Johnson (en)           | Whig                  | 4 mars 1843 - 3 mars 1845         | 28e            | Élu en 1843. |
| Isaac Parrish (en)               | Démocrate             | 4 mars 1845 - 3 mars 1847         | 29e            | Élu en 1844. |
| Thomas Ritchey (en)              | Démocrate             | 4 mars 1847 - 3 mars 1849         | 30e            | Élu en 1846. |
| William A. Whittlesey (en)       | Démocrate             | 4 mars 1849 - 3 mars 1851         | 31e            | Élu en 1848. |
| James M. Gaylord (en)            | Démocrate             | 4 mars 1851 - 3 mars 1853         | 32e            | Élu en 1850. |
| William D. Lindsley (en)         | Démocrate             | 4 mars 1853 - 3 mars 1855         | 33e            | Élu en 1852. |
| John Sherman                     | Opposition Party (en) | 4 mars 1855 - 3 mars 1857         | 34e - 37e      | Élu en 1854. Réélu en 1856. Réélu en 1858. Réélu en 1860. Démissionne lorsqu'élu Sénateur des États-Unis.                                                                |
| John Sherman                     | Républicain           | 4 mars 1857 - 21 mars 1861        | 34e - 37e      | Élu en 1854. Réélu en 1856. Réélu en 1858. Réélu en 1860. Démissionne lorsqu'élu Sénateur des États-Unis.                                                                |
| Vacant                           | Vacant                | 21 mars 1861 - 4 juillet 1861     | 37e            | |
| Samuel T. Worcester (en)         | Républicain           | 4 juillet 1861 - 3 mars 1863      | 37e            | Élu pour terminer le mandat de Sherman. |
| John O'Neill (en)                | Démocrate             | 4 mars 1863 - 3 mars 1865         | 38e            | Élu en 1862. |
| Columbus Delano                  | Républicain           | 4 mars 1865 - 3 mars 1867         | 39e            | Élu en 1864. |
| George W. Morgan                 | Démocrate             | 4 mars 1867 - 3 juin 1868         | 40e            | Perd la contestation de son élection. |
| Columbus Delano                  | Républicain           | 3 juin 1868 - 3 mars 1869         | 40e            | Remporte la contestation de son élection. |
| George W. Morgan                 | Démocrate             | 4 mars 1869 - 3 mars 1873         | 41e , 42e      | Élu en 1868. Réélu en 1870. Redécoupage vers le 9e district et perd sa réélection là-bas.                                                                                |
| Milton I. Southard (en)          | Démocrate             | 4 mars 1873 - 3 mars 1879         | 43e - 45e      | Élu en 1872. Réélu en 1874. Réélu en 1876. |
| Adoniram J. Warner               | Démocrate             | 4 mars 1879 - 3 mars 1881         | 46e            | Élu en 1878. |
| Gibson Atherton (en)             | Démocrate             | 4 mars 1881 - 3 3 mars 1883       | 47e            | Redécoupage depuis le 14e district et réélu en 1880. |
| George L. Converse (en)          | Démocrate             | 4 mars 1883 - 3 mars 1885         | 48e            | Redécoupage depuis le 12e district et réélu en 1882. |
| Joseph H. Outhwaite (en)         | Démocrate             | 4 mars 1885 - 3 mars 1891         | 49e - 51e      | Élu en 1884. Réélu en 1886. Réélu en 1888. Redécoupage vers le 9e district.                                                                                              |
| James I. Dungan (en)             | Démocrate             | 4 mars 1891 - 3 mars 1893         | 52e            | Élu en 1890. |
| Darius D. Hare (en)              | Démocrate             | 4 mars 1893 - 3 mars 1895         | 53e            | Redécoupage depuis le 8e district et réélu en 1892. |
| Stephen Ross Harris (en)         | Républicain           | 4 mars 1895 - 3 mars 1897         | 54e            | Élu en 1894. |
| James A. Norton (en)             | Démocrate             | 4 mars 1897 - 3 mars 1903         | 55e - 57e      | Élu en 1896. Réélu en 1898. Réélu en 1900. |
| Amos H. Jackson (en)             | Républicain           | 4 mars 1903 - 3 mars 1905         | 58e            | Élu en 1902. |
| Grant E. Mouser (en)             | Républicain           | 4 mars 1905 - 3 mars 1909         | 59e , 60e      | Élu en 1904. Réélu en 1906. |
| Carl C. Anderson (en)            | Démocrate             | 4 mars 1909 - 1er octobre 1912    | 61e , 62e      | Élu en 1908. Réélu en 1910. Décès. |
| Vacant                           | Vacant                | 1er octobre 1912 - 3 mars 1913    | 62e            | |
| John A. Key (en)                 | Démocrate             | 4 mars 1913 - 3 mars 1915         | 63e            | Élu en 1912. Redécoupage vers le 8e district. |
| Arthur W. Overmyer (en)          | Démocrate             | 4 mars 1915 - 3 mars 1919         | 64e , 65e      | Élu en 1914. Réélu en 1916. |
| James T. Begg (en)               | Républicain           | 4 mars 1919 - 3 mars 1929         | 66e - 70e      | Élu en 1918. Réélu en 1920. Réélu en 1922. Réélu en 1924. Réélu en 1926.                                                                                                 |
| Joseph E. Baird (en)             | Républicain           | 4 mars 1929 - 3 mars 1931         | 71e            | Élu en 1928. |
| William L. Fiesinger (en)        | Démocrate             | 4 mars 1931 - 3 janvier 1937      | 72e - 74e      | Élu en 1930. Réélu en 1932. Réélu en 1934. |
| Dudley A. White (en)             | Républicain           | 3 janvier 1937 - 3 janvier 1941   | 75e , 76e      | Élu en 1936. Réélu en 1938. |
| Albert David Baumhart Jr. (en)   | Républicain           | 3 janvier 1941 - 2 septembre 1942 | 77e            | Élu en 1940. Démissionne après avoir reçu une convocation de la US Navy.                                                                                                 |
| Vacant                           | Vacant                | 2 septembre 1942 - 3 janvier 1943 | 77e            | |
| Alvin F. Weichel (en)            | Républicain           | 3 janvier 1943 - 3 janvier 1955   | 78e - 83e      | Élu en 1942. Réélu en 1944. Réélu en 1946. Réélu en 1948. Réélu en 1950. Réélu en 1952. Retrait.                                                                         |
| Albert David Baumhart Jr. (en)   | Républicain           | 3 janvier 1955 - 3 janvier 1961   | 84e - 86e      | Élu en 1954. Réélu en 1956. Réélu en 1958. Retrait. |
| Charles Adams Mosher (en)        | Républicain           | 3 janvier 1961 - 3 janvier 1977   | 87e - 94e      | Élu en 1960. Réélu en 1962. Réélu en 1964. Réélu en 1966. Réélu en 1968. Réélu en 1970. Réélu en 1972. Réélu en 1974. Retrait.                                           |
| Don Pease (en)                   | Démocrate             | 3 janvier 1977 - 3 janvier 1993   | 95e - 102e     | Élu en 1976. Réélu en 1978. Réélu en 1980. Réélu en 1982. Réélu en 1984. Réélu en 1986. Réélu en 1988. Réélu en 1990. Retrait.                                           |
| Sherrod Brown                    | Démocrate             | 3 janvier 1993 - 3 janvier 2007   | 103e - 109e    | Élu en 1992. Réélu en 1994. Réélu en 1996. Réélu en 1998. Réélu en 2000. Réélu en 2002. Réélu en 2004. Retrait pour se présenter comme Sénateur des États-Unis.          |
| Betty Sutton                     | Démocrate             | 3 janvier 2007 - 3 janvier 2013   | 110e - 112e    | Élue en 2006. Réélue en 2008. Réélue en 2010. Redécoupage vers le 16e district et perd sa réélection là-bas.                                                             |
| Tim Ryan                         | Démocrate             | 3 janvier 2013 - 3 janvier 2023   | 113e - 117e    | Redécoupage depuis le 17e district et réélu en 2012. Réélu en 2014. Réélu en 2016. Réélu en 2018.Réélu en 2020. Retrait pour se présenter comme Sénateur des États-Unis. |
| Emilia Sykes                     | Démocrate             | 3 janvier 2023 - Présent          | 118e - Présent | Élue en 2022. Réélue en 2024. |

## Résultats des récentes élections
Voici les résultats des dix précédents cycles électoraux dans le district.

## Frontières historiques du district

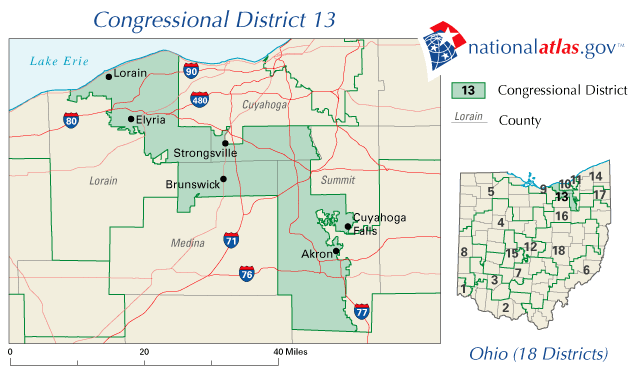
2003 - 2013

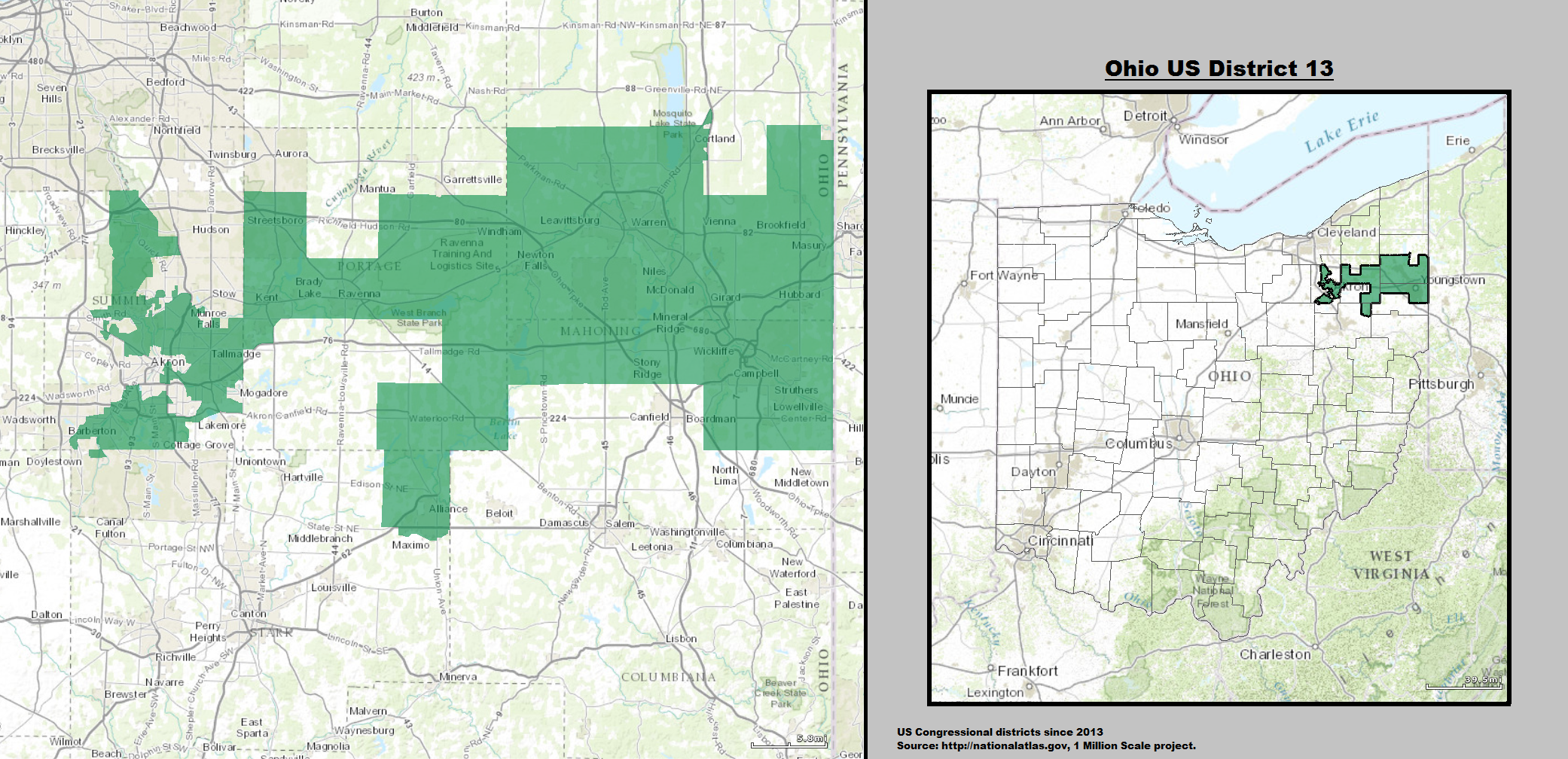
2013 - 2023

### 2004
| Élection de 2004 du 13e district congressionnel de l'Ohio | Élection de 2004 du 13e district congressionnel de l'Ohio | Élection de 2004 du 13e district congressionnel de l'Ohio | Élection de 2004 du 13e district congressionnel de l'Ohio | Élection de 2004 du 13e district congressionnel de l'Ohio |
| --------------------------------------------------------- | --------------------------------------------------------- | --------------------------------------------------------- | --------------------------------------------------------- | --------------------------------------------------------- |
| Parti                                                     | Parti                                                     | Candidat                                                  | Votes                                                     | %                                                         |
|                                                           | Démocrate                                                 | Sherrod Brown (sortant)                                   | 201 004                                                   | 67,4                                                      |
|                                                           | Républicain                                               | Robert Lucas                                              | 97 090                                                    | 32,6                                                      |
| Total des votes                                           | Total des votes                                           | Total des votes                                           | 178 382                                                   | 100 %                                                     |
|                                                           | Les Démocrates conservent                                 |                                                           |                                                           |                                                           |

### 2006
| Élection de 2006 du 13e district congressionnel de l'Ohio | Élection de 2006 du 13e district congressionnel de l'Ohio | Élection de 2006 du 13e district congressionnel de l'Ohio | Élection de 2006 du 13e district congressionnel de l'Ohio | Élection de 2006 du 13e district congressionnel de l'Ohio |
| --------------------------------------------------------- | --------------------------------------------------------- | --------------------------------------------------------- | --------------------------------------------------------- | --------------------------------------------------------- |
| Parti                                                     | Parti                                                     | Candidat                                                  | Votes                                                     | %                                                         |
|                                                           | Démocrate                                                 | Betty Sutton                                              | 135 639                                                   | 61,2                                                      |
|                                                           | Républicain                                               | Craig Foltin                                              | 85 922                                                    | 38,8                                                      |
| Total des votes                                           | Total des votes                                           | Total des votes                                           | 221 561                                                   | 100 %                                                     |
|                                                           | Les Démocrates conservent                                 |                                                           |                                                           |                                                           |

### 2008
| Élection de 2008 du 13e district congressionnel de l'Ohio | Élection de 2008 du 13e district congressionnel de l'Ohio | Élection de 2008 du 13e district congressionnel de l'Ohio | Élection de 2008 du 13e district congressionnel de l'Ohio | Élection de 2008 du 13e district congressionnel de l'Ohio |
| --------------------------------------------------------- | --------------------------------------------------------- | --------------------------------------------------------- | --------------------------------------------------------- | --------------------------------------------------------- |
| Parti                                                     | Parti                                                     | Candidat                                                  | Votes                                                     | %                                                         |
|                                                           | Démocrate                                                 | Betty Sutton (sortante)                                   | 192 593                                                   | 64,7                                                      |
|                                                           | Républicain                                               | David S. Potter                                           | 105 050                                                   | 35,3                                                      |
|                                                           | Write-In                                                  | Write-In                                                  | 37                                                        | 0,0                                                       |
| Total des votes                                           | Total des votes                                           | Total des votes                                           | 297 680                                                   | 100 %                                                     |
|                                                           | Les Démocrates conservent                                 |                                                           |                                                           |                                                           |

### 2010
| Élection de 2010 du 13e district congressionnel de l'Ohio | Élection de 2010 du 13e district congressionnel de l'Ohio | Élection de 2010 du 13e district congressionnel de l'Ohio | Élection de 2010 du 13e district congressionnel de l'Ohio | Élection de 2010 du 13e district congressionnel de l'Ohio |
| --------------------------------------------------------- | --------------------------------------------------------- | --------------------------------------------------------- | --------------------------------------------------------- | --------------------------------------------------------- |
| Parti                                                     | Parti                                                     | Candidat                                                  | Votes                                                     | %                                                         |
|                                                           | Démocrate                                                 | Betty Sutton (sortante)                                   | 118 806                                                   | 55,7                                                      |
|                                                           | Républicain                                               | Tom Ganley                                                | 94 367                                                    | 44,3                                                      |
| Total des votes                                           | Total des votes                                           | Total des votes                                           | 213 173                                                   | 100 %                                                     |
|                                                           | Les Démocrates conservent                                 |                                                           |                                                           |                                                           |

### 2012
| Élection de 2012 du 13e district congressionnel de l'Ohio | Élection de 2012 du 13e district congressionnel de l'Ohio | Élection de 2012 du 13e district congressionnel de l'Ohio | Élection de 2012 du 13e district congressionnel de l'Ohio | Élection de 2012 du 13e district congressionnel de l'Ohio |
| --------------------------------------------------------- | --------------------------------------------------------- | --------------------------------------------------------- | --------------------------------------------------------- | --------------------------------------------------------- |
| Parti                                                     | Parti                                                     | Candidat                                                  | Votes                                                     | %                                                         |
|                                                           | Démocrate                                                 | Tim Ryan (sortant)                                        | 235 492                                                   | 72,8                                                      |
|                                                           | Républicain                                               | Marisha Agana                                             | 88 120                                                    | 27,2                                                      |
| Total des votes                                           | Total des votes                                           | Total des votes                                           | 323 612                                                   | 100 %                                                     |
|                                                           | Les Démocrates conservent                                 |                                                           |                                                           |                                                           |

### 2014
| Élection de 2014 du 13e district congressionnel de l'Ohio | Élection de 2014 du 13e district congressionnel de l'Ohio | Élection de 2014 du 13e district congressionnel de l'Ohio | Élection de 2014 du 13e district congressionnel de l'Ohio | Élection de 2014 du 13e district congressionnel de l'Ohio |
| --------------------------------------------------------- | --------------------------------------------------------- | --------------------------------------------------------- | --------------------------------------------------------- | --------------------------------------------------------- |
| Parti                                                     | Parti                                                     | Candidat                                                  | Votes                                                     | %                                                         |
|                                                           | Démocrate                                                 | Tim Ryan (sortant)                                        | 120 230                                                   | 68,5                                                      |
|                                                           | Républicain                                               | Thomas Pekarek                                            | 55 233                                                    | 31,5                                                      |
|                                                           | Indépendant                                               | David Allen Pastorius (write-in)                          | 86                                                        | 0,0                                                       |
| Total des votes                                           | Total des votes                                           | Total des votes                                           | 175 549                                                   | 100 %                                                     |
|                                                           | Les Démocrates conservent                                 |                                                           |                                                           |                                                           |

### 2016
| Élection de 2016 du 13e district congressionnel de l'Ohio | Élection de 2016 du 13e district congressionnel de l'Ohio | Élection de 2016 du 13e district congressionnel de l'Ohio | Élection de 2016 du 13e district congressionnel de l'Ohio | Élection de 2016 du 13e district congressionnel de l'Ohio |
| --------------------------------------------------------- | --------------------------------------------------------- | --------------------------------------------------------- | --------------------------------------------------------- | --------------------------------------------------------- |
| Parti                                                     | Parti                                                     | Candidat                                                  | Votes                                                     | %                                                         |
|                                                           | Démocrate                                                 | Tim Ryan (sortant)                                        | 208 610                                                   | 67,7                                                      |
|                                                           | Républicain                                               | Richard Morckel                                           | 99 377                                                    | 32,3                                                      |
|                                                           | Write-In                                                  | Write-In                                                  | 17                                                        | 0,0                                                       |
| Total des votes                                           | Total des votes                                           | Total des votes                                           | 308 004                                                   | 100 %                                                     |
|                                                           | Les Démocrates conservent                                 |                                                           |                                                           |                                                           |

### 2018
| Élection de 2018 du 13e district congressionnel de l'Ohio | Élection de 2018 du 13e district congressionnel de l'Ohio | Élection de 2018 du 13e district congressionnel de l'Ohio | Élection de 2018 du 13e district congressionnel de l'Ohio | Élection de 2018 du 13e district congressionnel de l'Ohio |
| --------------------------------------------------------- | --------------------------------------------------------- | --------------------------------------------------------- | --------------------------------------------------------- | --------------------------------------------------------- |
| Parti                                                     | Parti                                                     | Candidat                                                  | Votes                                                     | %                                                         |
|                                                           | Démocrate                                                 | Tim Ryan (sortant)                                        | 153 323                                                   | 61,0                                                      |
|                                                           | Républicain                                               | Christopher DePizzo                                       | 98 047                                                    | 39,0                                                      |
| Total des votes                                           | Total des votes                                           | Total des votes                                           | 251 370                                                   | 100 %                                                     |
|                                                           | Les Démocrates conservent                                 |                                                           |                                                           |                                                           |

### 2020
| Élection de 2020 du 13e district congressionnel de l'Ohio | Élection de 2020 du 13e district congressionnel de l'Ohio | Élection de 2020 du 13e district congressionnel de l'Ohio | Élection de 2020 du 13e district congressionnel de l'Ohio | Élection de 2020 du 13e district congressionnel de l'Ohio |
| --------------------------------------------------------- | --------------------------------------------------------- | --------------------------------------------------------- | --------------------------------------------------------- | --------------------------------------------------------- |
| Parti                                                     | Parti                                                     | Candidat                                                  | Votes                                                     | %                                                         |
|                                                           | Démocrate                                                 | Tim Ryan (sortant)                                        | 173 631                                                   | 52,5                                                      |
|                                                           | Républicain                                               | Christina Hagan                                           | 148 648                                                   | 44,9                                                      |
|                                                           | Libertarien                                               | Michael Fricke                                            | 8 522                                                     | 2,6                                                       |
| Total des votes                                           | Total des votes                                           | Total des votes                                           | 330 801                                                   | 100 %                                                     |
|                                                           | Les Démocrates conservent                                 |                                                           |                                                           |                                                           |

### 2022
| Primaire Démocrate de 2022 du 13e district congressionnel de l'Ohio | Primaire Démocrate de 2022 du 13e district congressionnel de l'Ohio | Primaire Démocrate de 2022 du 13e district congressionnel de l'Ohio | Primaire Démocrate de 2022 du 13e district congressionnel de l'Ohio | Primaire Démocrate de 2022 du 13e district congressionnel de l'Ohio |
| ------------------------------------------------------------------- | ------------------------------------------------------------------- | ------------------------------------------------------------------- | ------------------------------------------------------------------- | ------------------------------------------------------------------- |
| Parti                                                               | Parti                                                               | Candidat                                                            | Votes                                                               | %                                                                   |
|                                                                     | Démocrate                                                           | Emilia Sykes                                                        | 36 245                                                              | 100 %                                                               |

| Primaire Républicaine de 2022 du 13e district congressionnel de l'Ohio | Primaire Républicaine de 2022 du 13e district congressionnel de l'Ohio | Primaire Républicaine de 2022 du 13e district congressionnel de l'Ohio | Primaire Républicaine de 2022 du 13e district congressionnel de l'Ohio | Primaire Républicaine de 2022 du 13e district congressionnel de l'Ohio |
| ---------------------------------------------------------------------- | ---------------------------------------------------------------------- | ---------------------------------------------------------------------- | ---------------------------------------------------------------------- | ---------------------------------------------------------------------- |
| Parti                                                                  | Parti                                                                  | Candidat                                                               | Votes                                                                  | %                                                                      |
|                                                                        | Républicain                                                            | Madison Gesiotto Gilbert                                               | 16 210                                                                 | 28,6                                                                   |
|                                                                        | Républicain                                                            | Gregory Wheeler                                                        | 13 284                                                                 | 23,4                                                                   |
|                                                                        | Républicain                                                            | Janet Folger Porter                                                    | 9 401                                                                  | 16,6                                                                   |
|                                                                        | Républicain                                                            | Shay Hawkins                                                           | 6 466                                                                  | 11,4                                                                   |
|                                                                        | Républicain                                                            | Ryan Saylor                                                            | 5 261                                                                  | 9,3                                                                    |
|                                                                        | Républicain                                                            | Dante Sabatucci                                                        | 4 740                                                                  | 8,4                                                                    |
|                                                                        | Républicain                                                            | Santana F. King                                                        | 1 337                                                                  | 2,3                                                                    |

| Élection de 2022 du 13e district congressionnel de l'Ohio | Élection de 2022 du 13e district congressionnel de l'Ohio | Élection de 2022 du 13e district congressionnel de l'Ohio | Élection de 2022 du 13e district congressionnel de l'Ohio | Élection de 2022 du 13e district congressionnel de l'Ohio |
| --------------------------------------------------------- | --------------------------------------------------------- | --------------------------------------------------------- | --------------------------------------------------------- | --------------------------------------------------------- |
| Parti                                                     | Parti                                                     | Candidat                                                  | Votes                                                     | %                                                         |
|                                                           | Démocrate                                                 | Emilia Sykes                                              | 149 816                                                   | 52,7                                                      |
|                                                           | Républicain                                               | Madison Gesiotto Gilbert                                  | 134 593                                                   | 47,3                                                      |
| Total des votes                                           | Total des votes                                           | Total des votes                                           | 284 409                                                   | 100 %                                                     |
|                                                           | Les Démocrates conservent                                 |                                                           |                                                           |                                                           |

### 2024
| Primaire Démocrate de 2024 du 13e district congressionnel de l'Ohio | Primaire Démocrate de 2024 du 13e district congressionnel de l'Ohio | Primaire Démocrate de 2024 du 13e district congressionnel de l'Ohio | Primaire Démocrate de 2024 du 13e district congressionnel de l'Ohio | Primaire Démocrate de 2024 du 13e district congressionnel de l'Ohio |
| ------------------------------------------------------------------- | ------------------------------------------------------------------- | ------------------------------------------------------------------- | ------------------------------------------------------------------- | ------------------------------------------------------------------- |
| Parti                                                               | Parti                                                               | Candidat                                                            | Votes                                                               | %                                                                   |
|                                                                     | Démocrate                                                           | Emilia Sykes (sortante)                                             | 41 257                                                              | 100 %                                                               |

| Primaire Républicaine de 2024 du 13e district congressionnel de l'Ohio | Primaire Républicaine de 2024 du 13e district congressionnel de l'Ohio | Primaire Républicaine de 2024 du 13e district congressionnel de l'Ohio | Primaire Républicaine de 2024 du 13e district congressionnel de l'Ohio | Primaire Républicaine de 2024 du 13e district congressionnel de l'Ohio |
| ---------------------------------------------------------------------- | ---------------------------------------------------------------------- | ---------------------------------------------------------------------- | ---------------------------------------------------------------------- | ---------------------------------------------------------------------- |
| Parti                                                                  | Parti                                                                  | Candidat                                                               | Votes                                                                  | %                                                                      |
|                                                                        | Républicain                                                            | Kevin Coughlin                                                         | 39 378                                                                 | 65,0                                                                   |
|                                                                        | Républicain                                                            | Chris Banweg                                                           | 16 703                                                                 | 27,6                                                                   |
|                                                                        | Républicain                                                            | Richard Morckel                                                        | 4 496                                                                  | 7,4                                                                    |

| Élection de 2024 du 13e district congressionnel de l'Ohio | Élection de 2024 du 13e district congressionnel de l'Ohio | Élection de 2024 du 13e district congressionnel de l'Ohio | Élection de 2024 du 13e district congressionnel de l'Ohio | Élection de 2024 du 13e district congressionnel de l'Ohio |
| --------------------------------------------------------- | --------------------------------------------------------- | --------------------------------------------------------- | --------------------------------------------------------- | --------------------------------------------------------- |
| Parti                                                     | Parti                                                     | Candidat                                                  | Votes                                                     | %                                                         |
|                                                           | Démocrate                                                 | Emilia Sykes                                              | 260 450                                                   | 68,51                                                     |
|                                                           | Républicain                                               | Madison Gesiotto Gilbert                                  | 119 738                                                   | 31,49                                                     |
| Total des votes                                           | Total des votes                                           | Total des votes                                           | 380 188                                                   | 100 %                                                     |
|                                                           | Les Démocrates conservent                                 |                                                           |                                                           |                                                           |